# Aeródromo Mid Point

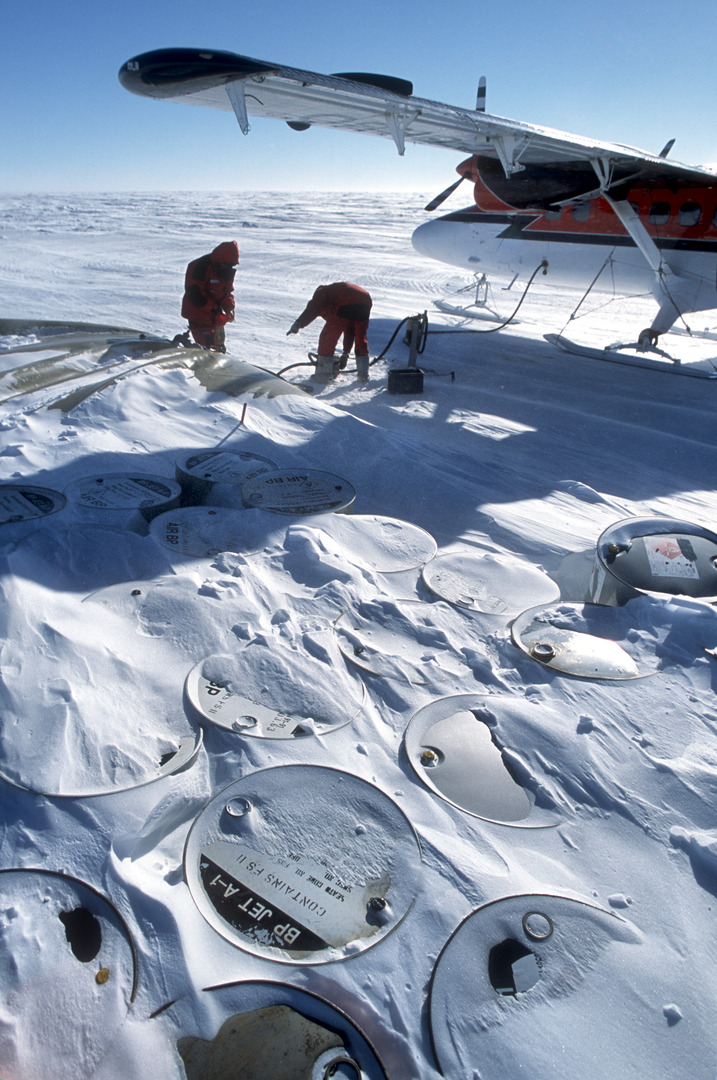
Operación de reabastecimiento de combustible Twin Otter en el aeródromo Mid Point, Antártida.

El aeródromo Mid Point (en inglés: Mid Point Skiway) es un aeródromo de hielo de la Antártida operado por la ENEA del Programa Nacional de Investigaciones en la Antártida de Italia. Sirve como punto de reabastecimiento entre la base Mario Zucchelli y la base Concordia. El aeródromo se localiza a 2520 metros sobre el nivel del mar sobre la meseta polar, a 530 km de la base Zucchelli, ubicada en la costa Scott de la Tierra de Victoria.  
El lugar está equipado con refugios (40 m² con 8 camas), equipos meteorológicos, tanques de combustible y tractores para limpiar la pista de aterrizaje. Un equipo de investigadores estadounidense vivió en el campamento por un tiempo en 2000, para llevar a cabo un proyecto de perforación del hielo.
La pista de hielo es utilizada por Italia desde 1988 en el verano austral, en los meses de noviembre a marzo.
En el lugar Italia tiene una estación meteorológica automática denominada Giulia, a 2509 m s. n. m.

## Puente aéreo de los Twin Otter
El transporte liviano de cargas y pasajeros entre las bases Mario Zucchelli, Dumont d'Urville y Concordia es realizado por aviones con esquíes Twin Otter desde fines de octubre hasta que las condiciones del hielo lo permitan en febrero. Uno o dos aviones soportan las investigaciones científicas transportando material y equipos principalmente hacia la base Concordia en el domo C. Pueden transportar una tonelada de mercancías o 6 pasajeros con su equipaje polar y su alcance es de menos de 1000 km. Estos aviones pertenecen a la compañía canadiense Kenn Borek Air y en temporada estival austral parten de su base en Calgary (Canadá) con piloto, copiloto y mecánico viajando a la Antártida en un viaje de dos semanas vía Punta Arenas en Chile. En el aeródromo de Punta Rothera cambian sus ruedas por esquíes y luego pasando por el aeródromo Jack F. Paulus en el polo sur alcanzan la base McMurdo antes de llegar a Zucchelli.
En los viajes entre la pista menor de Zucchelli y el aeródromo de Concordia (1165 km) los aviones hacen escala en el aeródromo Mid Point, ubicado a 532 km de Zucchelli. En caso de no estar disponibles ninguna de las pistas de hielo marino de Zucchelli, los aviones utilizan el aeródromo Lago Enigma o el aeródromo Paso Browning. Entre Zucchelli y el aeródromo D-10 de la base Robert Guillard (inmediata a Dumont d'Urville) los vuelos son de 1263 km, debiendo hacer escala de reabastecimiento en el campamento Domo Talos a 258 km de Zucchelli. Previamente se utilizó el aeródromo Sitry a 601 km de Zucchelli y a 653 km de S-10, pero debió abandonarse por los sastrugis. Entre S-10 y Concordia (1160 km) la escala se realiza en el aeródromo D-85 a 414 km de S-10.